# Pont-à-Vendin
Pont-à-Vendin település Franciaországban, Pas-de-Calais megyében. Lakosainak száma 3099 fő (2022. január 1.). Pont-à-Vendin Meurchin, Annay, Estevelles és Vendin-le-Vieil községekkel határos.

## Népesség
A település népességének változása:
| Lakosok száma | 3157 | 3167 | 3193 | 3187 | 3167 | 3134 | 3116 | 3136 | 3099 |
|               | 2013 | 2015 | 2016 | 2017 | 2018 | 2019 | 2020 | 2021 | 2022 |